# Mõisamaa (Kohtla)
Koordinaten: 59° 23′ N, 27° 16′ O
Mõisamaa ist ein Dorf (estnisch küla) in der Landgemeinde Kohtla (Kohtla vald). Es liegt im Kreis Ida-Viru (Ost-Wierland) im Nordosten Estlands.
Das Dorf hat sechs Einwohner (Stand 1. Januar 2010). Es liegt südlich des Stadtzentrums von Kohtla-Järve.